# Verpeilspitze
Verpeilspitze är en bergstopp i Österrike. Den ligger i distriktet Imst och förbundslandet Tyrolen, i den västra delen av landet. Toppen på Verpeilspitze är 3 423 meter över havet.
Den högsta punkten i närheten är Watzespitze, 3 532 meter över havet, 1,6 km söder om Verpeilspitze.
Trakten runt Verpeilspitze består i huvudsak av kala bergstoppar och isformationer.